# Kevin Burleson
Kevin Darnell Burleson (Seattle, 9 aprile 1979) è un ex cestista e allenatore di pallacanestro statunitense, professionista nella NBA e in Europa.